# Clypeosphaeria stevensii
Clypeosphaeria stevensii är en svampart som beskrevs av Syd. 1925. Clypeosphaeria stevensii ingår i släktet Clypeosphaeria och familjen Clypeosphaeriaceae.   Inga underarter finns listade i Catalogue of Life.